# Siegfried Flesch
Siegfried Friedrich "Fritz" Flesch (Brno, 11 de març de 1872 – 11 d'agost de 1939) va ser un tirador d'esgrima austríac d'origen jueu que va competir a cavall del segle xix i el segle xx.
El 1900 va prendre part en els Jocs Olímpics de París, en què guanyà la medalla de bronze en la prova de sabre.
El 1908 tornà a participar en els Jocs Olímpics, novament en la prova de sabre, però fou eliminat en els quarts de final, per acabar en la 24a posició final de la competició.